# Senostoma basale
Senostoma basale är en tvåvingeart som först beskrevs av Charles Howard Curran 1938.  Senostoma basale ingår i släktet Senostoma och familjen parasitflugor. Inga underarter finns listade i Catalogue of Life.